# Tristan Walker
Tristan Walker (Calgary, 16 de mayo de 1991) es un deportista canadiense que compite en luge en la modalidad doble.
Participó en tres Juegos Olímpicos de Invierno, entre los años 2010 y 2018, obteniendo una medalla de plata en Pyeongchang 2018, en la prueba por equipo (junto con Alex Gough, Samuel Edney y Justin Snith).
Ganó cuatro medallas en el Campeonato Mundial de Luge entre los años 2012 y 2016.

## Palmarés internacional
| Juegos Olímpicos   | Juegos Olímpicos            | Juegos Olímpicos  | Juegos Olímpicos |
| Año                | Lugar                       | Medalla           | Prueba           |
| ------------------ | --------------------------- | ----------------- | ---------------- |
| 2018               | Pyeongchang (Corea del Sur) | Medalla de plata  | Equipo           |
| Campeonato Mundial |                             |                   |                  |
| Año                | Lugar                       | Medalla           | Prueba           |
| 2012               | Altenberg (Alemania)        | Medalla de bronce | Equipo           |
| 2013               | Whistler (Canadá)           | Medalla de plata  | Equipo           |
| 2015               | Sigulda (Letonia)           | Medalla de bronce | Equipo           |
| 2016               | Königssee (Alemania)        | Medalla de bronce | Equipo           |